# Lista över biografer i Uppsala

## Samtida biografer
- Filmstaden Luxe, Dragarbrunnsgatan 22, 23/7 2024 -[1]
- Fyrisbiografen, Järnbrogatan 10b (1964: S:t Olofsgatan 10b), 4/11 1911 -
- NF Bio, Gränbystaden
- Slottsbiografen, Nedre Slottsgatan 6, /3 1966 -

## Nedlagda biografer
- Biografen Bio vid Grindstugan, 13/7 1911 - 29/12 1923
- Camera, Trädgårdsgatan 6, 1/9 1972 - 1/9 1983 (Numera Reginateatern)
- Centrum, Västra Ågatan 12, 17/8 1936 - 2/9 1962
- Edda-Biografen, Svartbäcksgatan 4, 17/1 1921 - 29/3 1937
- Filmstaden, Västra Ågatan 16, 2/9 1983 - 22/7 2024[2]
- Fyris Biograf-Teater vid Grindstugan, 23/6 1911 - 12/7 1911
- Fågel Blå, Svartbäcksgatan 7, 17/9 1936 - 16/4 1967
- Fågel Blå, Svartbäcksgatan 11 (St Pers innetorg), 19/12 1970 - 19/2 1989
- Grand-Biografen, Trädgårdsgatan 5, 7/3 1936 - 29/4 1987
- Lilla Teatern (Lillan, Lilla), Kungsgatan 44, 30/8 1913 - 11/8 1954
- London-Biografen, Godtemplarlokalen, Slottskällan, 30/11 1907 - 15/4 1910
- Palladium vid Grindstugan, 31/12 1923 - 9/1 1927
- Reginateatern, Trädgårdsgatan 6, 22/1 1925 - 18/4 1926
- Royal,  Dragarbrunnsgatan 44, 1998 - 22/7 2024[2]
- Rullans Biograf-Teater, Kungsgatan 44, 8/10 1906 - 4/5 1913
- Röda Kvarn, Trädgårdsgatan 8-10, 29/10 1936 - 1/9 1983 (Numera del av Filmstaden)
- Röda Kvarn (i Upsala Teater), Vaksalagatan 17, 11/9 1912 - 18/1 1914
- Röda Kvarn, Västra Ågatan 12, 8/10 1925 - 14/6 1936
- Saga, Svartbäcksgatan 43
- Sandrew 1-2-3, Smedsgränd 14-20, 13/10 1973 - 1998 (Numera del av Royal-biografen)
- Scala Biograf-Teater, Kungsgatan 44, 4/12 1912 - 25/4 1926
- Skandia, Trädgårdsgatan 6, 25/8 1926 - 22/5 1972
- Spegeln, Västra Ågatan 12, 9/4 1964 - 22/7 2024[2]
- Upsala-Biografen Drottninggatan 14, 10/10 1906 - 25/5 1913
- Upsala-Biografen, Godtemplarlokalen, Slottskällan, 9/9 1913 - 17/5 1914
- Upsala-Biografen, Västra Ågatan 12, 20/10 1914 - 29/5 1924